# Stephen Singer-Brewster
| Entdeckte Asteroiden: 6 | Entdeckte Asteroiden: 6 |
| ----------------------- | ----------------------- |
| (4555) Josefapérez      | 24. August 1987         |
| (5253) Fredclifford     | 15. Dezember 1985       |
| (15700) 1987 QD         | 24. August 1987         |
| (24655) 1987 QH         | 25. August 1987         |
| (26817) 1987 QB         | 25. August 1987         |
| (26818) 1987 QM         | 25. August 1987         |

Stephen C. Singer-Brewster (auch Stephen C. Brewster) (* 1945) ist ein US-amerikanischer Astronom.
Er nahm zwischen 1985 und 1988 als Beobachter und Astrometer unter der Leitung von Eleanor Helin an der Planet-Crossing Asteroid Survey teil. Dabei entdeckte er insgesamt sechs Asteroiden sowie den periodischen Kometen 105P/Singer Brewster.
Er war seit 1983 aktives Mitglied des Stony-Ridge-Observatoriums und gehörte dort dem Vorstand an. Bis zu seiner Pensionierung im Jahre 2003 arbeitete er an mehreren Projekten des Jet Propulsion Laboratory, zuletzt am Europa Orbiter, einer geplanten Erkundungsmission zum Jupitermond Europa.
Der Asteroid (10315) Brewster wurde nach ihm benannt.